# Llista d'asteroides/190801-190900
| Nom      | Designació provisional | Data de descobriment   | Lloc de descobriment | Descobridor/s  |
| -------- | ---------------------- | ---------------------- | -------------------- | -------------- |
| 190801 - | 2001 RF70              | 10 de setembre de 2001 | Socorro              | LINEAR         |
| 190802 - | 2001 RB79              | 10 de setembre de 2001 | Socorro              | LINEAR         |
| 190803 - | 2001 RA86              | 11 de setembre de 2001 | Anderson Mesa        | LONEOS         |
| 190804 - | 2001 RM86              | 11 de setembre de 2001 | Anderson Mesa        | LONEOS         |
| 190805 - | 2001 RJ90              | 11 de setembre de 2001 | Anderson Mesa        | LONEOS         |
| 190806 - | 2001 RL93              | 11 de setembre de 2001 | Anderson Mesa        | LONEOS         |
| 190807 - | 2001 RY95              | 11 de setembre de 2001 | Kitt Peak            | Spacewatch     |
| 190808 - | 2001 RJ101             | 12 de setembre de 2001 | Socorro              | LINEAR         |
| 190809 - | 2001 RY104             | 12 de setembre de 2001 | Socorro              | LINEAR         |
| 190810 - | 2001 RE111             | 12 de setembre de 2001 | Socorro              | LINEAR         |
| 190811 - | 2001 RM113             | 12 de setembre de 2001 | Socorro              | LINEAR         |
| 190812 - | 2001 RU114             | 12 de setembre de 2001 | Socorro              | LINEAR         |
| 190813 - | 2001 RZ122             | 12 de setembre de 2001 | Socorro              | LINEAR         |
| 190814 - | 2001 RZ125             | 12 de setembre de 2001 | Socorro              | LINEAR         |
| 190815 - | 2001 RU135             | 12 de setembre de 2001 | Socorro              | LINEAR         |
| 190816 - | 2001 RO142             | 10 de setembre de 2001 | Palomar              | NEAT           |
| 190817 - | 2001 RC155             | 12 de setembre de 2001 | Socorro              | LINEAR         |
| 190818 - | 2001 SR2               | 17 de setembre de 2001 | Desert Eagle         | W. K. Y. Yeung |
| 190819 - | 2001 SP14              | 16 de setembre de 2001 | Socorro              | LINEAR         |
| 190820 - | 2001 SY14              | 16 de setembre de 2001 | Socorro              | LINEAR         |
| 190821 - | 2001 SJ16              | 16 de setembre de 2001 | Socorro              | LINEAR         |
| 190822 - | 2001 SE22              | 16 de setembre de 2001 | Socorro              | LINEAR         |
| 190823 - | 2001 ST22              | 16 de setembre de 2001 | Socorro              | LINEAR         |
| 190824 - | 2001 SD23              | 16 de setembre de 2001 | Socorro              | LINEAR         |
| 190825 - | 2001 SL24              | 16 de setembre de 2001 | Socorro              | LINEAR         |
| 190826 - | 2001 SH34              | 16 de setembre de 2001 | Socorro              | LINEAR         |
| 190827 - | 2001 SJ39              | 16 de setembre de 2001 | Socorro              | LINEAR         |
| 190828 - | 2001 SJ47              | 16 de setembre de 2001 | Socorro              | LINEAR         |
| 190829 - | 2001 SK48              | 16 de setembre de 2001 | Socorro              | LINEAR         |
| 190830 - | 2001 SZ56              | 16 de setembre de 2001 | Socorro              | LINEAR         |
| 190831 - | 2001 SX65              | 17 de setembre de 2001 | Socorro              | LINEAR         |
| 190832 - | 2001 SX67              | 17 de setembre de 2001 | Socorro              | LINEAR         |
| 190833 - | 2001 SY71              | 17 de setembre de 2001 | Socorro              | LINEAR         |
| 190834 - | 2001 SD72              | 17 de setembre de 2001 | Socorro              | LINEAR         |
| 190835 - | 2001 SD75              | 19 de setembre de 2001 | Anderson Mesa        | LONEOS         |
| 190836 - | 2001 SP80              | 20 de setembre de 2001 | Socorro              | LINEAR         |
| 190837 - | 2001 ST90              | 20 de setembre de 2001 | Socorro              | LINEAR         |
| 190838 - | 2001 SE101             | 20 de setembre de 2001 | Socorro              | LINEAR         |
| 190839 - | 2001 SE104             | 20 de setembre de 2001 | Socorro              | LINEAR         |
| 190840 - | 2001 SA105             | 20 de setembre de 2001 | Socorro              | LINEAR         |
| 190841 - | 2001 SO105             | 20 de setembre de 2001 | Socorro              | LINEAR         |
| 190842 - | 2001 SS106             | 20 de setembre de 2001 | Socorro              | LINEAR         |
| 190843 - | 2001 SM114             | 20 de setembre de 2001 | Desert Eagle         | W. K. Y. Yeung |
| 190844 - | 2001 ST123             | 16 de setembre de 2001 | Socorro              | LINEAR         |
| 190845 - | 2001 SY130             | 16 de setembre de 2001 | Socorro              | LINEAR         |
| 190846 - | 2001 SP132             | 16 de setembre de 2001 | Socorro              | LINEAR         |
| 190847 - | 2001 SX136             | 16 de setembre de 2001 | Socorro              | LINEAR         |
| 190848 - | 2001 SS143             | 16 de setembre de 2001 | Socorro              | LINEAR         |
| 190849 - | 2001 SS153             | 17 de setembre de 2001 | Socorro              | LINEAR         |
| 190850 - | 2001 SL161             | 17 de setembre de 2001 | Socorro              | LINEAR         |
| 190851 - | 2001 SR172             | 16 de setembre de 2001 | Socorro              | LINEAR         |
| 190852 - | 2001 SB188             | 19 de setembre de 2001 | Socorro              | LINEAR         |
| 190853 - | 2001 SB194             | 19 de setembre de 2001 | Socorro              | LINEAR         |
| 190854 - | 2001 SQ200             | 19 de setembre de 2001 | Socorro              | LINEAR         |
| 190855 - | 2001 SA204             | 19 de setembre de 2001 | Socorro              | LINEAR         |
| 190856 - | 2001 SZ231             | 19 de setembre de 2001 | Socorro              | LINEAR         |
| 190857 - | 2001 SW265             | 25 de setembre de 2001 | Desert Eagle         | W. K. Y. Yeung |
| 190858 - | 2001 SP271             | 20 de setembre de 2001 | Socorro              | LINEAR         |
| 190859 - | 2001 SE278             | 21 de setembre de 2001 | Anderson Mesa        | LONEOS         |
| 190860 - | 2001 SZ278             | 21 de setembre de 2001 | Anderson Mesa        | LONEOS         |
| 190861 - | 2001 SC280             | 21 de setembre de 2001 | Anderson Mesa        | LONEOS         |
| 190862 - | 2001 SK280             | 21 de setembre de 2001 | Anderson Mesa        | LONEOS         |
| 190863 - | 2001 SS280             | 21 de setembre de 2001 | Anderson Mesa        | LONEOS         |
| 190864 - | 2001 SE326             | 17 de setembre de 2001 | Kitt Peak            | Spacewatch     |
| 190865 - | 2001 TA19              | 10 d'octubre de 2001   | Palomar              | NEAT           |
| 190866 - | 2001 TX45              | 9 d'octubre de 2001    | Kitt Peak            | Spacewatch     |
| 190867 - | 2001 TT48              | 14 d'octubre de 2001   | Socorro              | LINEAR         |
| 190868 - | 2001 TF50              | 13 d'octubre de 2001   | Socorro              | LINEAR         |
| 190869 - | 2001 TB56              | 15 d'octubre de 2001   | Socorro              | LINEAR         |
| 190870 - | 2001 TA68              | 13 d'octubre de 2001   | Socorro              | LINEAR         |
| 190871 - | 2001 TK74              | 13 d'octubre de 2001   | Socorro              | LINEAR         |
| 190872 - | 2001 TL82              | 14 d'octubre de 2001   | Socorro              | LINEAR         |
| 190873 - | 2001 TQ86              | 14 d'octubre de 2001   | Socorro              | LINEAR         |
| 190874 - | 2001 TR96              | 14 d'octubre de 2001   | Socorro              | LINEAR         |
| 190875 - | 2001 TR113             | 14 d'octubre de 2001   | Socorro              | LINEAR         |
| 190876 - | 2001 TW113             | 14 d'octubre de 2001   | Socorro              | LINEAR         |
| 190877 - | 2001 TW130             | 10 d'octubre de 2001   | Palomar              | NEAT           |
| 190878 - | 2001 TY134             | 13 d'octubre de 2001   | Palomar              | NEAT           |
| 190879 - | 2001 TK136             | 14 d'octubre de 2001   | Palomar              | NEAT           |
| 190880 - | 2001 TH162             | 11 d'octubre de 2001   | Palomar              | NEAT           |
| 190881 - | 2001 TF168             | 15 d'octubre de 2001   | Socorro              | LINEAR         |
| 190882 - | 2001 TT169             | 15 d'octubre de 2001   | Socorro              | LINEAR         |
| 190883 - | 2001 TT183             | 14 d'octubre de 2001   | Socorro              | LINEAR         |
| 190884 - | 2001 TT184             | 14 d'octubre de 2001   | Socorro              | LINEAR         |
| 190885 - | 2001 TQ189             | 14 d'octubre de 2001   | Socorro              | LINEAR         |
| 190886 - | 2001 TD201             | 11 d'octubre de 2001   | Socorro              | LINEAR         |
| 190887 - | 2001 TB212             | 13 d'octubre de 2001   | Socorro              | LINEAR         |
| 190888 - | 2001 TO216             | 13 d'octubre de 2001   | Palomar              | NEAT           |
| 190889 - | 2001 TA219             | 14 d'octubre de 2001   | Anderson Mesa        | LONEOS         |
| 190890 - | 2001 TB241             | 15 d'octubre de 2001   | Socorro              | LINEAR         |
| 190891 - | 2001 UU1               | 16 d'octubre de 2001   | Socorro              | LINEAR         |
| 190892 - | 2001 UA4               | 17 d'octubre de 2001   | Desert Eagle         | W. K. Y. Yeung |
| 190893 - | 2001 UW5               | 21 d'octubre de 2001   | Desert Eagle         | W. K. Y. Yeung |
| 190894 - | 2001 UW8               | 17 d'octubre de 2001   | Socorro              | LINEAR         |
| 190895 - | 2001 UO9               | 17 d'octubre de 2001   | Socorro              | LINEAR         |
| 190896 - | 2001 UG21              | 17 d'octubre de 2001   | Socorro              | LINEAR         |
| 190897 - | 2001 UH24              | 18 d'octubre de 2001   | Socorro              | LINEAR         |
| 190898 - | 2001 UH31              | 16 d'octubre de 2001   | Socorro              | LINEAR         |
| 190899 - | 2001 UO40              | 17 d'octubre de 2001   | Socorro              | LINEAR         |
| 190900 - | 2001 UW44              | 17 d'octubre de 2001   | Socorro              | LINEAR         |